# アテゾリズマブ
アテゾリズマブ（Atezolizumab）は、抗癌剤として使用される抗PD-L1抗体医薬品である。IgG1に分類されるヒト化モノクローナル抗体であり、プログラム細胞死リガンド1（PD-L1）を標的とする。
日本では中外製薬からテセントリク（Tecentriq）の商品名で販売されている。

## 効能・効果

### 日本[3]
- 乳癌

PD-L1陽性のホルモン受容体陰性かつHER2陰性の手術不能又は再発乳癌
- 肺癌

切除不能な進行・再発の非小細胞肺癌
進展型小細胞肺癌
- 肝細胞癌

切除不能な肝細胞癌

### 欧州[4]
尿路上皮癌、非小細胞肺癌、小細胞肺癌、肝細胞癌、乳癌

### 米国[5]
尿路上皮癌、非小細胞肺癌、トリプルネガティブ乳癌、小細胞肺癌、肝細胞癌、悪性黒色腫

## 副作用
重大な副作用は、
- 間質性肺疾患（2.7%）
- 肝機能障害、肝炎（0.8%） - AST増加（5.5%）、ALT増加（5.5%）、Al-P増加（1.9%）、γ-GTP増加（0.8%）、ビリルビン増加（1.4%）など
- 大腸炎（1.2%）、重度の下痢（1.4%）
- 膵炎（0.1%）
- 1型糖尿病（0.1%）
- 甲状腺機能障害 - 甲状腺機能低下症（7.5%）、甲状腺機能亢進症（2.9%）、甲状腺炎（0.4%）など
- 副腎機能障害 - 副腎機能不全（0.4%）、急性副腎皮質機能不全（0.1%未満）など
- 下垂体機能障害 - 下垂体炎（0.3%）、下垂体機能低下症（0.1%）など
- 脳炎（0.1%）、髄膜炎（0.1%）
- 神経障害 - 末梢性ニューロパチー（3.1%）、多発ニューロパチー（0.2%）、ギラン・バレー症候群（0.1%）など
- 重症筋無力症
- 重度の皮膚障害 - 中毒性表皮壊死融解症、皮膚粘膜眼症候群、多形紅斑（0.2%）など
- 腎機能障害 - 急性腎障害（0.4%）、腎不全（0.4%）、尿細管間質性腎炎（0.3%）、腎炎（0.2%）など
- 筋炎（0.1%）、横紋筋融解症（0.1%）
- 心筋炎（0.1%）
- 血球貪食症候群（0.1%未満）
- 注入反応（2.8%）
- 発熱性好中球減少症（2.8%）

である。間質性肺疾患では死亡例も報告されており、警告欄が設けられている。
5%以上の患者に、下痢（12.5%）、悪心（11.7%）、食欲減退、便秘、嘔吐、発疹、瘙痒症、関節痛、貧血、血小板減少、好中球減少、疲労（16.3%）、無力症、発熱が出現する。
アテゾリズマブのT細胞活性化作用により、過度の免疫反応に起因すると考えられるさまざまな疾患や病態が現れることがある。

## 機序

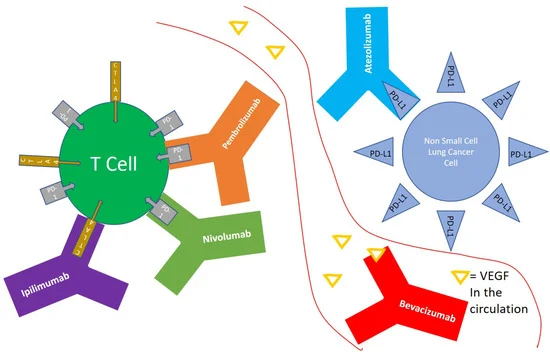
非小細胞肺癌（NSCLC）の細胞がプログラム細胞死リガンド1（PD-L1）を発現すると、T細胞の表面に発現するプログラム細胞死受容体1（PD-1）と相互作用し、免疫系による腫瘍細胞の殺傷力が低下する可能性がある。アテゾリズマブは、抗PD-L1モノクローナル抗体であり、ニボルマブおよびペムブロリズマブは、抗PD-1モノクローナル抗体である。イピリムマブは、T細胞の表面にある細胞傷害性Tリンパ球抗原4（CTLA-4）を標的とするモノクローナル抗体である。ベバシズマブは、循環器系の血管内皮増殖因子（VEGF）を標的とするモノクローナル抗体で、血管新生阻害剤として機能する。

アテゾリズマブは、PD-L1と、プログラム細胞死タンパク質1（PD-1）およびCD80受容体（B7-1R）との相互作用を阻害する。PD-L1は、特定の腫瘍に高発現することがあり、これにより、癌を認識して攻撃する可能性のある免疫細胞（特に細胞傷害性T細胞）の活性化が抑制されると考えられている。アテゾリズマブがPD-L1を阻害することで、この阻害効果を取り除くことができ、その結果、抗腫瘍反応を引き起こすことができる。PD-L1の阻害は、T細胞の活性化に関連する抑制信号を遮断するいくつかの方法のうちの1つであり、「免疫チェックポイント阻害」と呼ばれる一般的な戦略である。
一部の癌（特に膀胱癌）では、効果が得られる確率はPD-L1の発現に関連しているが、PD-L1が発現していても殆どの癌では効果が得られず、PD-L1が発現していなくても約15％の癌で効果が得られる。